# الکساندر دوکتوریشویلی
الکساندر دوکتوریشویلی (انگلیسی: Aleksandr Dokturishvili؛ زادهٔ ۲۲ مه ۱۹۸۰) کشتی‌گیر فرنگی اهل ازبکستان-گرجستان است.
وی در مسابقات کشوری و بین‌المللی در مجموع برندهٔ ۳ مدال طلا شده‌است.